# Omagh (pel·lícula)
Omagh és una pel·lícula que dramatitza els esdeveniments que van envoltar l'Atemptat d'Omagh i les seues conseqüències. Va ser co-produït per l'emissora estatal irlandesa RTE i la xarxa britànica Channel 4, i va ser dirigit per Pete Travis. El juny de 2004 va aparèixer a la televisió, tant d'Irlanda com de Gran Bretanya.

## Argument
El Regne Unit i Irlanda arriben a un acord de pau amb l'IRA pel qual la població es preparava el juny de 1998 per votar en referèndum. Un grup de dissidents, coneguts com l'IRA Autèntic, decideix tensar més la corda en una petita localitat d'Irlanda del Nord (Omagh) en el que sempre hi havia hagut bona convivència entre catòlics i protestants col·locant un cotxe bomba en plena hora punta.

## Repartiment
Michele Forbes

Brenda Fricker

Fiona Glascott

Peter Balance

Gerard McSorley

Stuart Graham

Pauline Hutton

## Premis i nominacions[calcitació]
Premis
- 2004: Premi del Jurat al millor guió del Festival Internacional de Cinema de Sant Sebastià per Paul Greengrass i Guy Hibbert

Nominacions
- 2004: Conquilla d'Or